# (29193) Dolphyn
(29193) Dolphyn ist ein Asteroid des Hauptgürtels, der am 16. Oktober 1990 vom belgischen Astronomen Eric Walter Elst am La-Silla-Observatorium (IAU-Code 809) der Europäischen Südsternwarte (ESO) in Chile entdeckt wurde.
Benannt wurde der Asteroid am 18. November 1990 nach dem flämischen Maler Willem Dolphyn (* 1935), der hauptsächlich Stillleben anfertigt.